# Jenteal
Jenteal, née le 26 juin 1976 dans l'Oklahoma et morte le 30 octobre 2020, est une actrice de films pornographiques américaine.

## Biographie
Jenteal est originaire de l'Oklahoma, bien qu'elle ai grandi à Sacramento, capitale de l'État de Californie. À 18 ans à peine, elle débarque à Los Angeles afin d'embrasser une carrière d'actrice pornographique.
Elle fait ses débuts en 1994 avec le film New Faces, Hot Bodies 15 dans lequel elle y ose sa première et unique scène de sexe anal de sa carrière. Après avoir tourné pendant près de deux ans pour diverses sociétés de production, Jenteal signe en 1996 un contrat d'exclusivité avec Vivid qui durera quatre ans. L'actrice y tournera principalement des scènes lesbiennes comme dans Fashion Plate (1996), Heat (1997), Where the Boys Aren't 10 (1998) ou Where the Boys Aren't 12 (2000) ainsi que quelques scènes hétérosexuelles, comme dans Jenteal Loves Rocco (1997) ou Leçons d'équitation (1997).
À partir de 1998, Jenteal tourne beaucoup moins et parallèlement, apparaît dans des publicités pour Fresh Jive Clothes  et Serial Killer Clothes, publiées dans de nombreux magazines nationaux tels que Big Brother, Rave, Bikini Magazine et Skateboarder Magazine.
Jenteal a également fait quelques apparitions dans les médias grand public au moment où elle sortait de l'industrie du X. Elle est apparue dans le film réalisé par Jon Favreau, Made (2001) mais aussi dans plusieurs épisodes de la série télévisée à sketches The Man Show (1999-2004).
En 1999, AVN a rapporté que Jenteal et d'autres actrices de l'industrie sont apparues dans un clip d'Everclear, dans la reprise de Thin Lizzy, "The Boys Are Back In Town".
Peu de temps après avoir quitté l'industrie pour adultes, Jenteal a épousé son petit ami de longue date Christopher et a donné naissance à des jumeaux en 2001. Selon le site IMDB, le couple aurait divorcé en 2005.
Jenteal était très appréciée dans le milieu du X. Christy Canyon se souvient d'elle comme "une fille merveilleuse", Les réalisateurs Paul Thomas et Kelly Holland mettent en avant son professionnalisme, ce que confirme d'ailleurs l'acteur Brad Armstrong.
Jenteal est restée une amie proche des actrices Melissa Hill et Janine Lindemulder à qui elle a fait part de ses nombreux voyages en Asie. Janine la présente d'ailleurs comme une baroudeuse, pouvant vivre dans des conditions de vie très spartiates, loin de l'image glamour qui lui était restée collée à la peau depuis sa carrière dans le X.
Pourtant, Jenteal était retournée dans le secteur du divertissement pour adultes en rejoignant OnlyFans, où elle avait publié des photos et vidéos d'elle-même sexuellement explicites. Le vice-président de Vivid, Marci Hirsch avait d'ailleurs confié que Jenteal, du temps de sa carrière dans l'industrie du X, était déjà férue de technologie et qu'elle fut même la première Vivid Girl à superviser les sites Web d'autres artistes.

Elle décède à l'hôpital adventiste de Barangay San Pedro à Puerto Princesa sur l'île de Palawan aux Philippines le 30 octobre 2020 des suites d'une opération chirurgicale qu'elle avait subie à la suite d'un accident de cyclomoteur ou de complications dues à une santé déjà fragile selon d'autres sources comme Brittany Andrews (celle-ci avait dirigé Jenteal dans le documentaire After Porn Ends 3, révélant que Jenteal souffrait de divers problèmes médicaux, notamment au dos).

## Récompenses
- 1996 – AVN Award Best All-Girl Sex Scene (Film) pour Fantasy Chamber – avec Felecia et Misty Rain
- 1996 – Nommée par AVN pour la meilleure actrice dans un film et la meilleure performance "tease".
- 1998 – Prix de la "Best Face in Porn" de RuPaul lors du RuPaul Show en avril.

## Filmographie
- Prettiest Bikini I Ever Came Across (2004)
- Nasty As I Wanna Be: Nikki Tyler (2004)
- Red, White & Blonde (2003)
- Deep Inside Sky (2001)
- Made (2001)
- Booty Duty (2001)
- Where the Boys Aren't 12 (2000)
- Blondes Who Blow 5 (2000)
- The Man Show (1999) TV
- Blown Away (1999)
- Arcade (1999)
- Where the Boys Aren't 13 (1999)
- When Devon Goes Wild (1999)
- My Secret Life (1999)
- First Impulse (1999)
- Where the Boys Aren't 10 (1998)
- Masseuse 3 (1998/II)
- Stardust 12 (1998)
- Stardust 11 (1998)
- The Helmetcam Show (1996-1997) TV
- Wishbone (1997)
- House Party (1997)
- I Love Lesbians Too (1997)
- Born Bad (1997)
- Open Wide (1997)
- Stardust 10 (1997)
- Stardust 9 (1997)
- Censored (1997)
- Where the Boy's Aren't VIII (1997)
- Riding Lessons (1997)
- Where the Boys Aren't 9 (1997)
- Jenteal Loves Rocco (1996)
- Animal Instincts III (1996)
- This Year's Model (1996)
- Bobby Sox (1996)
- Stardust 8 (1996)
- Suggestive Behavior (1996)
- Miami Hot Talk (1996)
- Cheapshot (1996)
- Stardust 7 (1996)
- Fresh Meat: A Ghost Story (1995)
- Taboo 15 (1995)
- Cross Country Vacation (1995)
- Encore (1995)
- Best Butte in the West 2 (1995)
- Smoke Screen (1995)
- Captured Beauty (1995)
- Red Hot Lover (1995)
- Comeback (1995)
- The Voyeur 3 (1995)
- The Naked Truth (1995)
- Stardust 5 (1995)
- Babes Illustrated 3 (1995)
- Dirty Little Secrets (1995)
- Private Eyes (1995)
- Fashion Plate (1995)
- The Doll House (1995)
- Dangerous Games (1995)
- American Pie (1995)
- Gangland Bangers (1995)
- Attitude (1995)
- Paradise Found (1995)
- No Tell Motel (1995)
- Stardust 4 (1995)
- Erotic Visions (1995)
- Bedlam (1995)
- Night Play (1995)
- Stardust 6 (1995)
- Sodomania 11: In Your Face (1995)
- Fantasy Chamber (1994)
- Stardust 3 (1994)
- Stardust 1 (1994)
- Sex Academy 4: The Art of Anal (1994)
- Stardust 2 (1994)
- Blindfold (1994)